# Caisa Ahlroth
Karin Caisa Helena Ankarsparre (fd. Ahlroth), född Lindblad, är känd under artistnamnet Caisa, född 2 augusti 1974 i Husie församling i Malmö, är en svensk skådespelare och sångare.
Ahlroth deltog i den första deltävlingen av Melodifestivalen 2013 tillsammans med Michael Feiner, där de framförde låten "We're Still Kids". Bidraget tog sig inte vidare och hamnade på en sjätte plats.
Tidigare var hon programledare och reporter för SVT och TV4. Hennes mor är av colombianskt ursprung.